# Alayta
L'Alayta, també anomenat Urikomam és un volcà escut d'Etiòpia.

## Geografia
L'Alayta està situat al nord-est del país, a l'oest de la depressió d'Àfar i al sud-oest del llac Afrera. El volcà cobreix una superfície de 2.700 km² i culmina a 1.496 msnm.
La muntanya, de costats regulars, és recorreguda al llarg d'un eix nord-nord-oest-sud-sud-est per una sèrie de cràters i fissures que passen pel cim i que manifesten el rift que va donar lloc al volcà. És a través d'aquestes boques eruptives que es va emetre la lava que va formar el volcà i constituí un gran camp de lava que s'estén cap al sud i, sobretot, cap a l'est.

## Història
Només es té constància de dues erupcions, de juny a agost de 1907 i el 1915, tot i que durant molt de temps foren atribuïdes a l'Afderà, situat al nord-est. L'activitat volcànica actual està representada per fumaroles emeses al sud del volcà.